# قائمة قرارات الأمم المتحدة المتعلقة بمنطقة أبيي
قائمة قرارات مجلس الأمن التابع للأمم المتحدة المتعلقة بمنطقة أبيي الحدودية بين السودان ودولة جنوب السودان، أبيي هي منطقة سودانية ، حصلت على وضع خاص ضمن اتفاقية السلام الشامل بين حكومة السودان والحركة الشعبية لتحرير السودان.

## قائمة القرارات
| رقم القرار                                    | التاريخ         | الموضوع                          | ملخص القرار |
| --------------------------------------------- | --------------- | -------------------------------- | --- |
| قرار مجلس الأمن التابع للأمم المتحدة رقم 1990 | 27 يونيو 2011   | الحدود بين السودان وجنوب السودان | قرار مجلس الأمن التابع للأمم المتحدة رقم 1990 الذي اتخذ بالإجماع في 27 يونيو 2011 بعد جميع قراراته السابقة بشأن الوضع في السودان واتفاقية السلام الشامل، أنشأ المجلس قوة أمن الأمم المتحدة المؤقتة لأبيي (UNISFA) في منطقة أبيي المتنازع عليها بين السودان وجنوب السودان. |
| قرار مجلس الأمن التابع للأمم المتحدة رقم 2024 | 14 ديسمبر 2011م | الحدود بين السودان وجنوب السودان | قرار مجلس الأمن التابع للأمم المتحدة رقم 2024، المتخذ بالإجماع في 14 ديسمبر 2011م. توسيع ولاية قوة الأمم المتحدة الأمنية المؤقتة لأبيي لإدراج المساعدة في تلك العملية، بما في ذلك دعم تطوير آليات إدارة ثنائية فعالة وتيسير الاتصال وبناء الثقة المتبادلة.                |
| قرار مجلس الأمن التابع للأمم المتحدة رقم 2075 | 16 نوفمبر 2012  | الحدود بين السودان وجنوب السودان | قرار مجلس الأمن التابع للأمم المتحدة رقم 2075، المتخذ بالإجماع في 16 نوفمبر 2012، تمديد ولاية قوة أمن الأمم المتحدة المؤقتة لأبيي (UNISFA) في منطقة أبيي حتي 31 مايو 2013                                                                                                 |
| قرار مجلس الأمن التابع للأمم المتحدة رقم 2550 | 12 نوفمبر 2020  | الحدود بين السودان وجنوب السودان | قرار مجلس الأمن التابع للأمم المتحدة رقم 2550، المتخذ بالإجماع في 12 نوفمبر 20202، تمديد ولاية قوة أمن الأمم المتحدة المؤقتة لأبيي (UNISFA) في منطقة أبيي حتي 15 مايو 2021                                                                                                |

## اقرا ايضاً
- منقطة أبيي
- قائمة قرارات مجلس الأمن التابع للأمم المتحدة 1901-2000
- الحرب الأهلية السودانية الثانية
- اتفاقية السلام الشامل
- النزاع السوداني في جنوب كردفان والنيل الأزرق
- استفتاء جنوب السودان 2011